# Diritto amministrativo militare
Il diritto amministrativo militare è una branca del diritto amministrativo riguardante le forze armate.

## Nel mondo

### Canada
In Canada il diritto amministrativo militare ha per scopo di garantire che le decisioni che riguardano personale delle forze armate siano prese correttamente da chi ha legittimazione legale per farlo, in osservanza della Loi sur la Défense nationale e dei regolamenti, ordinanze e altri provvedimenti che ne dipendono; questa branca del diritto è inoltre soggetta ai principi contenuti nella Charte canadienne des droits et libertés, nella Déclaration canadienne des droits, nella Loi canadienne sur les droits de la personne e nella Loi sur les langues officielles.

### Cambogia
In Cambogia il diritto amministrativo militare è compreso nei suoi elementi costitutivi nel decreto reale del 6 novembre 1997 di riordino delle forze armate.

### Italia
L'Italia ha una elaborazione dottrinale piuttosto antica: nell'opera Primo trattato completo di Diritto amministrativo italiano di Vittorio Emanuele Orlando, edito a cavallo dei secoli XIX e XX, compare un ampio capitolo dedicato al "Diritto amministrativo militare".
Nella definizione datane da Sabino Cassese, esso è il "complesso di norme e di istituti che disciplinano le funzioni, l'organizzazione e la finanza dell'ordinamento militare" con tutte le previsioni afferenti al personale militare ed ai procedimenti amministrativi militari.
Per Claudio Schwarzenberg, il diritto amministrativo militare è "la branca del diritto amministrativo che regola gli organi, l'attività della pubblica amministrazione, che hanno la specifica finalità di attendere alla funzione della difesa dello Stato".

### Svizzera
In Svizzera il diritto amministrativo militare è genericamente ricompreso nel più ampio diritto militare, e soggetto alle norme generali e a quelle specifiche la cui produzione, in armonia con il dettato della Loi fédérale sur l'armée et l'administration militaire (LAAM - 3 febbraio 1995), è coordinata dal Dipartimento federale della difesa, della protezione della popolazione e dello sport (DDPS).